# Penguin Group
Penguin Group es una editorial de libros especializados y forma parte de Penguin Random House. Es propiedad de Pearson PLC, la compañía global de educación y publicaciones, y Bertelsmann, el conglomerado alemán de medios de comunicación. La nueva empresa fue creada por una fusión que finalizó el 1 de julio de 2013, en la que Bertelsmann poseía el 53% de la empresa en participación y Pearson controlaba el 47% restante.
Penguin Books tiene su sede social en la ciudad de Westminster, Londres.
Su división británica es Penguin Books Ltd. Otras divisiones separadas se encuentran en los Estados Unidos, Irlanda, Nueva Zelanda, India, Australia, Canadá, China, Brasil y Sudáfrica.

## Historia
Penguin Books Ltd. (est. 1935) del Reino Unido fue adquirida por Pearson Longman en 1970. En 1975, Penguin adquirió la empresa estadounidense de tapa dura Viking Press. En 1986, Penguin adquirió la New American Library, una editorial de bolsillo para el mercado masivo.
Penguin Group (USA) Inc. se formó en 1996 como resultado de la fusión entre Penguin Books USA y Putnam Berkley Group después de que Penguin adquiriera Putnam Berkley de MCA. La nueva empresa se llamaba originalmente Penguin Putnam Inc. pero, en 2003, cambió su nombre a Penguin Group (USA) Inc. para reflejar la agrupación de todas las compañías de Penguin en todo el mundo bajo el paraguas de supervisión de la propia división de Pearson Penguin Group.
Las diferentes compañías de Penguin utilizan muchos sellos, muchos de los cuales solían ser editores independientes. Penguin Group (USA) Inc. también opera su propia oficina de conferencistas que reserva conferencias para muchos de los autores de la editorial. En 2011, la comunidad de escritores y editores en línea Book Country fue lanzada como una subsidiaria de Penguin Group USA.
En abril de 2012, el Departamento de Justicia de los Estados Unidos presentó el caso Estados Unidos contra Apple Inc. y nombró a Apple, Penguin y otras cuatro editoriales importantes como demandados. La demanda alegó que conspiraron para fijar los precios de los libros electrónicos y debilitar la posición de Amazon.com en el mercado en violación de la ley antimonopolio. En diciembre de 2013, un juez federal aprobó un acuerdo sobre las demandas antimonopolio, en el que Penguin y los demás editores pagaron en un fondo que proporcionaba créditos a los clientes que habían pagado en exceso por los libros debido a la fijación de precios.
En octubre de 2012, Pearson entabló conversaciones con el conglomerado rival Bertelsmann sobre la posibilidad de combinar sus respectivas editoriales, Penguin Group y Random House. Antes de la fusión, las casas eran consideradas dos de las seis grandes empresas editoriales, que se convirtieron en las cinco grandes al completarse la combinación. La Unión Europea aprobó la fusión de Penguin Random House el 5 de abril de 2013; Pearson controla el 47% de la editorial.

## Impresiones
Las impresiones de Penguin Group incluyen lo siguiente:
- Ace Books
- Alpha Books
- Avery Publishing[14]
- Awa Press[15]
- Berkley Books
- Cartoon Network Books
- Companhia das Letras (70%)
- Dial Books for Young Readers
- Dutton
- Dutton Children's
- Firebird Books
- Frederick Warne & Co
- G.P. Putnam's Sons
- G.P. Putnam's Sons Books for Young Readers
- Grosset & Dunlap
- Hamish Hamilton
- HP Books (found 1964, primarily an automotive book publisher)[16]
- Jove Books
- Ladybird Books
- New American Library (NAL)
  - Obsidian
  - Onyx
  - Roc Books
  - Signet Books
  - Signet Classics
  - Signet Eclipse
  - Topaz
- Pamela Dorman Books
- Pelican Books
- Penguin Books
- Penguin Classics
- Penguin Press (founded 2003, for literary nonfiction and fiction)[17]
- Perigee Books
- Philomel Books
- Plume
- Portfolio
- Prentice Hall Press
- Price Stern Sloan
- Puffin Books
- Razorbill
- Riverhead Books
- Sentinel
- Speak
- Jeremy P. Tarcher
- TarcherPerigee[18]
- Viking Press
- Viking Children's